# Soneto 44
| «» Soneto 44 |
| --- |
| If the dull substance of my flesh were thought, Injurious distance should not stop my way; For then despite of space I would be brought, From limits far remote, where thou dost stay. No matter then although my foot did stand Upon the farthest earth remov'd from thee; For nimble thought can jump both sea and land, As soon as think the place where he would be. But, ah! thought kills me that I am not thought, To leap large lengths of miles when thou art gone, But that so much of earth and water wrought, I must attend time's leisure with my moan; Receiving nought by elements so slow But heavy tears, badges of either's woe. |
| –William Shakespeare |

O Soneto 44 foi escrito por William Shakespeare e faz parte dos seus 154 sonetos. 

## Traduções
Na tradução de Thereza Christina Rocque da Motta,
Se o pensamento fosse a baça matéria de minha carne,
A infame distância não impediria meu caminho;
Pois, então, apesar do espaço, eu seria trazido,
De lugares bem remotos, até onde estás.
Assim, não importa, embora tenha posto os pés
Em terras mais afastadas de ti,
Pois o pensamento ágil salta por terras e mares,
Assim que imagine onde ele possa estar.
Mas, ai, mata-me pensar não ser lembrado,
Para saltar as longas distâncias aonde foste,
Mas isto, vencendo tantas terras e águas,
Devo ceder ao tempo com meu gemido,
Não recebendo tão lentamente os elementos,
Mas pesadas lágrimas, sinais de nossos lamentos.